# Bartene
Bartene (em turco: Bartın) é uma cidade e distrito (ilçe) do norte da Turquia. É capital da província homónima e faz parte da região do Mar Negro. O distrito tem 1 028 km² de área e em 2021 tinha 81 692 habitantes (densidade: 79,5 hab./km²).